# Эд-Доха
Эд-Доха (араб. الدوحة‎) — муниципалитет Катара. Включает в себя столицу страны — Доху. К нему также относится расположенный южнее Дохи на территории муниципалитета Эр-Райян анклав, в котором находится так называемый Индустриальный район Катара.
Восточные районы Эд-Дохи находятся на берегу Персидского залива. Внутри страны граничит с муниципалитетами:
- Эль-Вакра — на юге
- Эр-Райян — на западе
- Эд-Дайиан — на севере